# Jean-Berchmans Nterere
Jean-Berchmans Nterere (* 1. September 1942 in Nkuna; † 5. Mai 2001) war ein burundischer Geistlicher und römisch-katholischer Bischof von Muyinga.

## Leben
Jean-Berchmans Nterere empfing am 11. Oktober 1970 die Priesterweihe.
Papst Johannes Paul II. ernannte ihn am 23. Januar 1992 zum Koadjutorbischof von Muyinga. Der Bischof von Muyinga, Roger Mpungu, spendete ihm am 10. Mai desselben Jahres die Bischofsweihe; Mitkonsekratoren waren Bernard Bududira, Bischof von Bururi, und Simon Ntamwana, Bischof von Bujumbura. 
Mit dem Rücktritt Roger Mpungus am 1. Juli 1994 folgte er diesem als Bischof von Muyinga nach.